# Colette Patera
Colette Patera is een caldeira op de planeet Venus. Colette Patera werd oorspronkelijk in 1982 als inslagkrater genoemd naar de Franse schrijfster Sidonie-Gabrielle Colette (1873-1954) en later gewijzigd naar de huidige benaming.
De caldeira heeft een diameter van 149 kilometer en bevindt zich in het quadrangle Lakshmi Planum (V-7).